# Мораитис, Джордж
Джордж Ре́йнольд Мораи́тис-мла́дший (англ. George Reynold Moraitis, Jr.; род. 29 октября 1970, Форт-Лодердейл, Флорида) — американский военнослужащий, адвокат и политик-республиканец, член Палаты представителей Флориды. С января 2018 года — председатель регионального исполнительного комитета Республиканской партии в Брауарде (BREC). Партнёр в юридической фирме «Moraitis, Cofar, Karney, Moraitis & Quailey». Член Ассоциации адвокатов Флориды (2002).

## Биография
Родился в греческой семье.

### Образование
Средня школа Форт-Лодердейла (1988), Военно-морская академия США (бакалавр политологии, 1992), Колледж права Флоридского университета (доктор права, 2002).

### Военнослужащий
Военно-морские силы США (1992—2000, офицер-подводник), Резерв ВМС США (2000—2012, лейтенант-коммандер).

### Адвокат
С 2002 года занимается частной юридической практикой в области недвижимости.

### Политик
В 2010—2018 годах — член Палаты представителей Флориды.
В феврале 2018 года Мораитис пропустил голосование по законопроекту HB 219, который предусматривал запрет на владение полуавтоматической винтовкой, которая использовалась для массового убийства в средней школе Марджори Стоунман Дуглас. В марте этого же года Мораитис был единственным из 110 членов Палаты представителей Флориды, голосовавшим против законопроекта о запрете на брак детям в возрасте до 17 лет. Данный законопроект был инициирован в результате кампании активистки Шерри Джонсон, которая вынужденно вышла замуж за своего насильника в возрасте 11 лет после того как забеременела.

### Разное
Был волонтёром в Юношеской христианской ассоциации и Армии Спасения.

## Личная жизнь
Женат, имеет двух дочерей.